# Lijst van Stolpersteine in Doetinchem

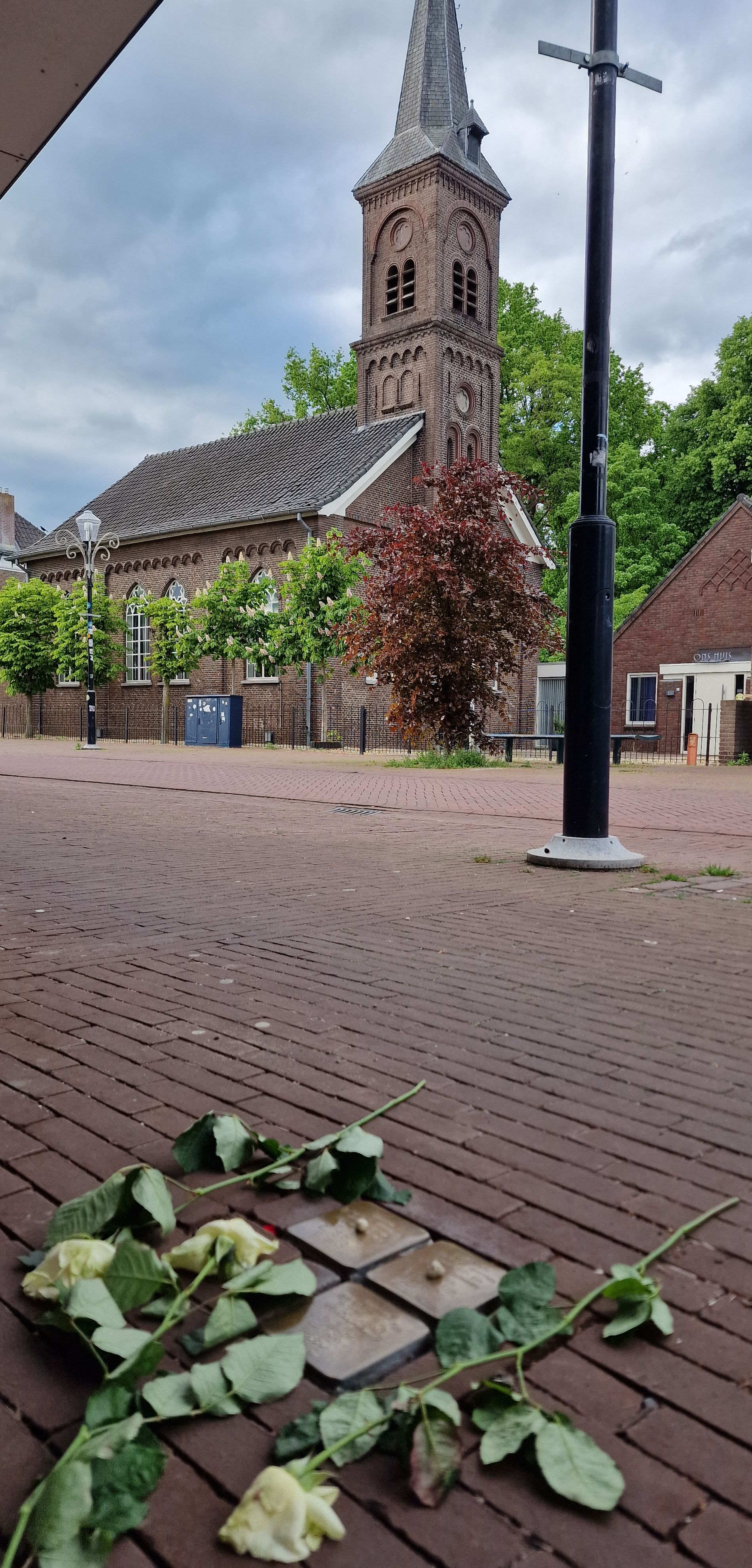
Stolperstein in Wehl voor familie Slösser op Jonkheer de Bellefroidweg 1

De Lijst van Stolpersteine in Doetinchem geeft een overzicht van de gedenkstenen die in de gemeente Doetinchem in de Nederlandse provincie Gelderland zijn geplaatst in het kader van het Stolpersteine-project van de Duitse beeldhouwer-kunstenaar Gunter Demnig.
Stolpersteine zijn opgedragen aan slachtoffers van het nationaalsocialisme, al diegenen die zijn vervolgd, gedeporteerd, vermoord, gedwongen te emigreren of tot zelfmoord gedreven door het nazi-regime. Demnig legt voor elk slachtoffer een aparte steen, meestal voor de laatste zelfgekozen woning.
Omdat het Stolpersteine-project doorloopt, kan deze lijst onvolledig zijn.

## Stolpersteine
In de gemeente Doetinchem liggen zeven Stolpersteine in Wehl.

### Wehl
In Wehl liggen zeven Stolpersteine op twee adressen.
| Afbeelding | Inscriptie                                                                                                | Adres                                   | Herdachte persoon                |
| ---------- | --- | --------------------------------------- | -------------------------------- |
|            | HIER WOONDE MARIA BLITZ GEB. 1912 GEDEPORTEERD 1942 UIT WESTERBORK VERMOORD 27.11.1942 AUSCHWITZ          | Grotestraat 22 Kaart (OSM)              | Maria Blitz (1912-1942)          |
|            | HIER WOONDE ELISABETH VAN BUUREN GEB. 1911 GEDEPORTEERD 1942 UIT WESTERBORK VERMOORD 27.11.1942 AUSCHWITZ | Grotestraat 22 Kaart (OSM)              | Elisabeth van Buuren (1911-1942) |
|            | HIER WOONDE JOSEPH VAN BUUREN GEB. 1876 GEDEPORTEERD 1942 UIT WESTERBORK VERMOORD 27.11.1942 AUSCHWITZ    | Grotestraat 22 Kaart (OSM)              | Joseph van Buuren (1876-1942)    |
|            | HIER WOONDE BETJE SLÖSSER GEB. 1881 GEDEPORTEERD 1943 UIT WESTERBORK VERMOORD 14.5.1943 SOBIBOR           | Jonkheer de Bellefroidweg 1 Kaart (OSM) | Betje Slösser (1881-1943)        |
|            | HIER WOONDE JUDA SLÖSSER GEB. 1867 GEDEPORTEERD 1943 UIT WESTERBORK VERMOORD 14.5.1943 SOBIBOR            | Jonkheer de Bellefroidweg 1 Kaart (OSM) | Juda Slösser (1867-1943)         |
|            | HIER WOONDE LEVIE SLÖSSER GEB. 1900 GEDEPORTEERD 1944 UIT WESTERBORK VERMOORD 18.2.1945 VAIHINGEN         | Jonkheer de Bellefroidweg 1 Kaart (OSM) | Levie Slösser (1900-1945)        |
|            | HIER WOONDE SAARTJE SLÖSSER GEB. 1869 GEDEPORTEERD 1943 UIT WESTERBORK VERMOORD 16.4.1943 SOBIBOR         | Jonkheer de Bellefroidweg 1 Kaart (OSM) | Saartje Slösser (1869-1943)      |

## Data van plaatsingen
- 13 februari 2015: zeven Stolpersteine op Grotestraat 22, Jonkheer de Bellefroidweg 1